# رگنبولدشورن
رگنبولدشورن (به لاتین: Regenboldshorn) یک کوه در سوئیس است که در کانتون برن واقع شده‌است. رگنبولدشورن ۲٬۱۹۳ متر بالاتر از سطح دریا واقع شده‌است.